# Hinckley (Minnesota)
Hinckley is een plaats (city) in de Amerikaanse staat Minnesota, en valt bestuurlijk gezien onder Pine County.

## Demografie
Bij de volkstelling in 2000 werd het aantal inwoners vastgesteld op 1291.
In 2006 is het aantal inwoners door het United States Census Bureau geschat op 1432, een stijging van 141 (10.9%).

## Geografie
Volgens het United States Census Bureau beslaat de plaats een oppervlakte van
7,5 km², waarvan 7,4 km² land en 0,1 km² water. Hinckley ligt op ongeveer 348 m boven zeeniveau.

## Plaatsen in de nabije omgeving
De onderstaande figuur toont nabijgelegen plaatsen in een straal van 24 km rond Hinckley.